# اینیا
اینیا (انگلیسی: Enea) شرکت برق لهستانی است، که در سال ۲۰۰۳ تأسیس شد.